# Maison d'Adam et Ève (Le Mans)
La maison d'Adam et Ève est un monument situé au 69 Grande-Rue au Mans (Sarthe), en France.

## Historique
Cette maison Renaissance fut édifiée en 1528 par Jehan de L'Espine, le médecin de la reine Marguerite de Navarre. Elle doit son nom au bas-relief de sa façade, mais en réalité les personnages qui y sont représentés seraient plus probablement Ariane et Bacchus, accompagnés des signes du zodiaque.
L'édifice est classé au titre des monuments historiques pour la maison, à l'exception des bâtiments au fond de la cour, depuis le 25 janvier 1913 (arrêté confirmé pour cette partie par décret du 8 février 1934), inscrit depuis le 7 mars 1938 pour la façade à pans de bois sise à côté.

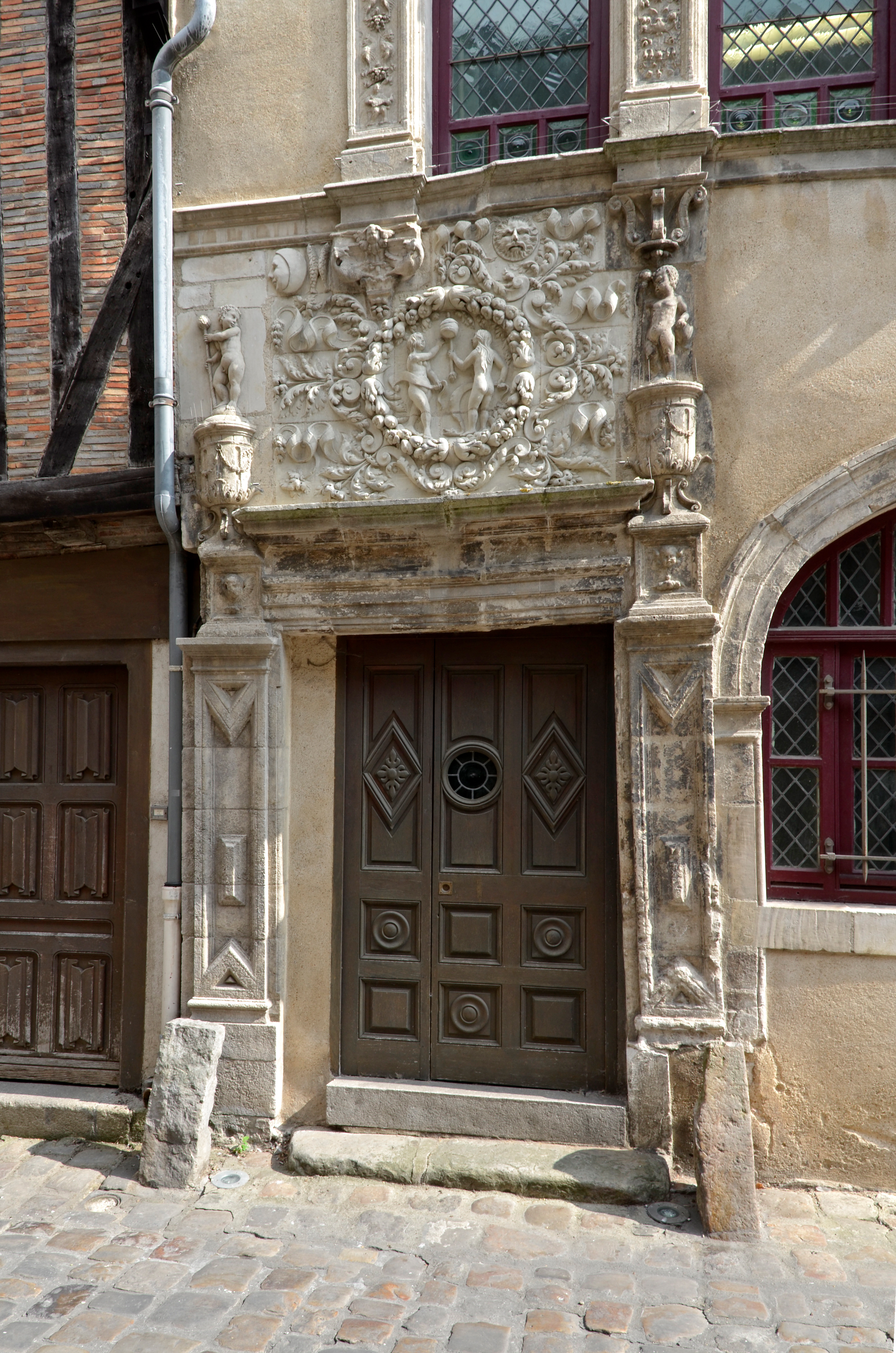
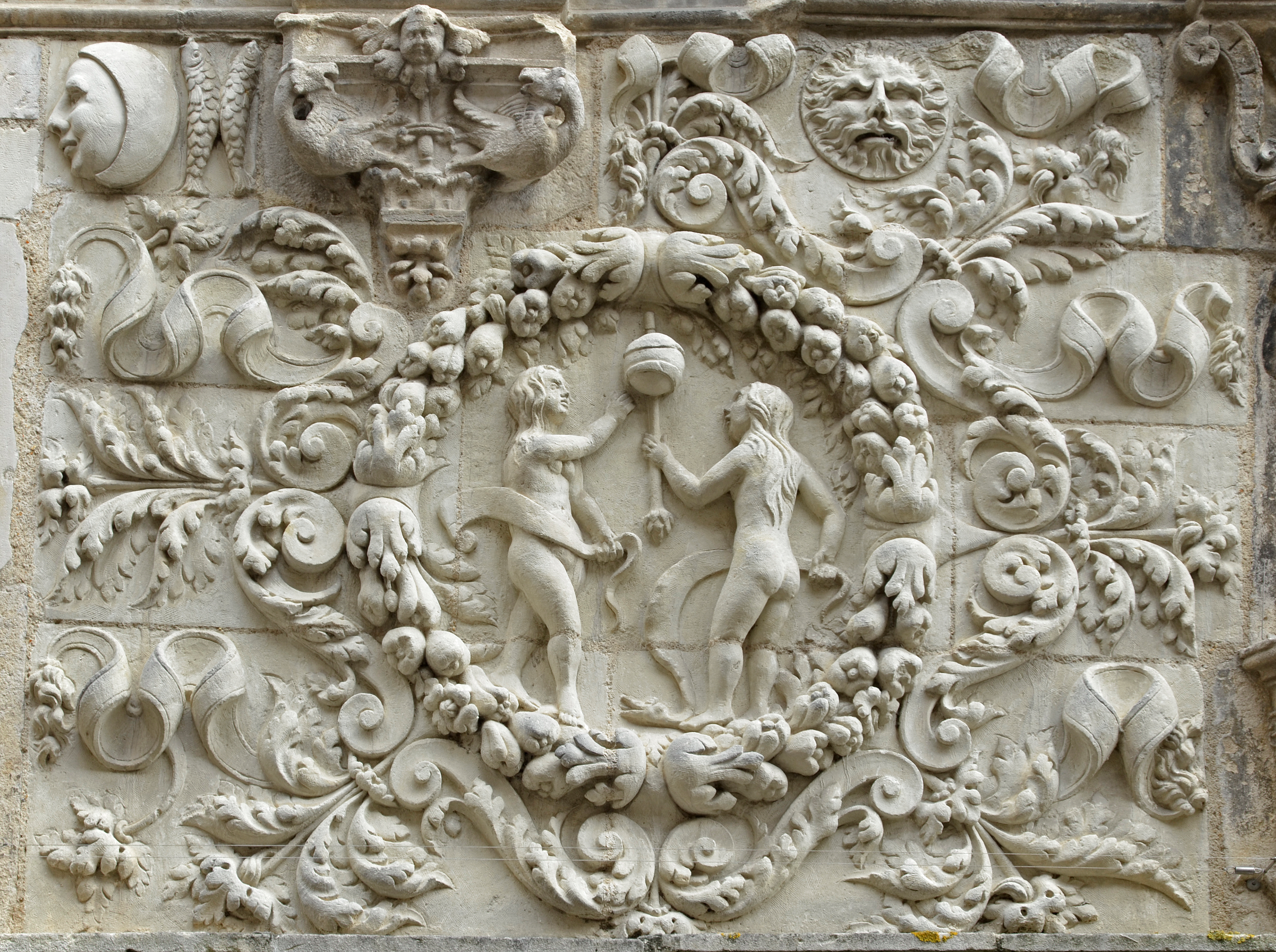